# カイルン・ハレド・マスロム
カイルン・ハレド・マスロム（マレー語: Khairun Haled Masrom、1977年6月4日 - ）は、マレーシアの元サッカー選手。元マレーシア代表。ポジションはDF。

## クラブ歴
1998年にオリンピック2000で選手となった。
2000年にヌグリ・スンビランFAに移籍、その後セランゴールFA、MPPJ FC、プルリスFA、ムラカ・テレコム、ジョホールFCを経て引退した。

## 代表歴
自国マレーシアで行われた1997 FIFAワールドユース選手権にU-21代表として参戦した。しかし彼はウルグアイU-20代表戦でオウンゴールを献上し、ベルギーU-19代表戦では退場処分となった。マレーシアはこのグループステージで3戦全敗の成績を残して大会を後にした。
また、2000年にA代表として1試合に出場したが、以降の出場は無かった。